# مروحية مسلحة

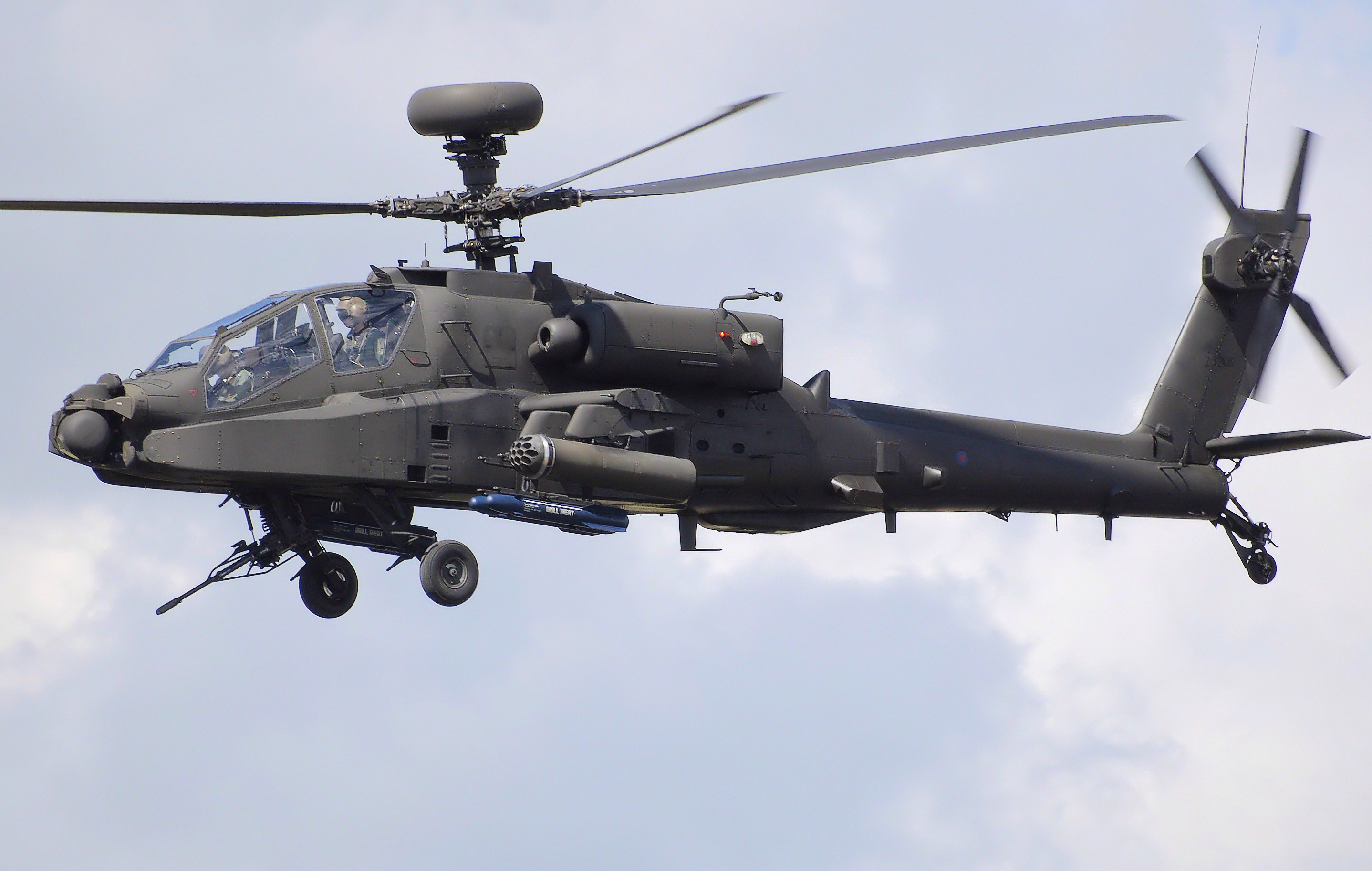
مروحية أباتشي تابعة لسلاح الجو البريطاني.

طائرة هليكوبتر مسلحة (بالإنجليزية: Armed Helicopter، بالفرنسية: D'hélicoptères Armés) من طائرات الهليكوبتر المجهزة بأسلحة، وهي طائرة قادرة على الطيران في أي اتجاه وتحوم في الهواء دون حصول أي خلل فيها أو فقدان لتوازنها، فبدل الأجنحة الثابتة تمتلك جانحا متحركا يسمى المروحة تقوم مقام الجناح والفراش الطائرات التقليدية، مصممة للهجوم على الأهداف الأرضية للعدو، ويتم ذلك على نحو دقيق، وتم تصنيفها لاستخدامات أخرى، مثل المرافق العامة، والبضائع، والاستطلاع، وما إلى ذلك.
ويتم استخدامها لمهاجمة أهداف على الأرض، وهي مجهزة للحرب المضادة للغواصات أو الضربات المضادة للصواريخ الشحن.ومن هذه الناحية أصبحت الطوافة سلاحا فعالا في الحروب الحديثة فإنها تراقب تحركات العدو كما توجه الطائرات للإغارة على الأهداف المحددة أما بالنسبة للمستقبل فسيتم استعمالها في مطاردة طوافة العدو.

## أجهزة التحكم والسيطرة
ليس من السهل قيادة الطوافة، فالطيار يستعمل يديه وقدميه وعينيه لتشغيل كل الاجهزة الخاصة بالطيران.انه دوما يقوم بتعديلات طفيفة على الاجهزة كي يحافظ على توازن الطوافة وادائها الصحيح وفوق كل هذا عليه أن يشغل اجهزة الملاحة والاتصالات فاذا كانت حربية عليه يجب عليه حينها بتشغيل أنظمة التسليح والتهديف على متنها لذالك تجهز معظم المروحيات القتالية بطيار وضابط للأسلحة تتلخص مهمته في تولي انظمة إدارة النيران والتصويب في الطوافة من اجل تخفيف الضغط على الطيار ومنحه القدرة على اداء أفضل في القيادة والمناورة بالطوافة.
تظهر نتائج عمل أي جهاز من الاجهزة على لوحة تحتوي كل الأدوات الأزمة لتشغيل هذه مركزة تماما أمام الطيار فمهمة الطيار دوما مراقبة لوحة الأجهزة كما مراقبة ما يدور حواليه في الخارج، فيتم تركيب اجهزة التشغيل على جانبي لوحة الأدوات إذا كان طاقم الطوافة مؤلفا من شخصين فيخول هذا سير العمليات القائمة بالنظام كذالك قضبان التحكم والدواسات مركبة على جانبي حجرة الطيار لأجل هدف واحد وهو تولي مساعد الطيار القيادة في الحالات الطارئة.
تقع عصا القيادة الدورية cyclic stick مقابل الطيار فهي تتحكم بوجهة طيران الطوافة برفع وتنزيل ذراع التحكم الجماعي بالترجح collective lever module الموجود على جانب الأيسر للطيار يحصل تعديل بمقدار الرفع الذي تولده المروحة الرئيسية وببرم أيضا قبضة اليد على ذراع التحكم الجماعي يسيطر الطيار على سرعة المحرك ويستطيع أيضا استعمال دواستي القدم tail rotor pedals لتغيير الدفع الصادر عن مروحة الذيل مسيرا الطافة نحو جهات مختلفة.
- تقوم عصا القيادة الدورية cyclic stick بتسير الطوافة إلى الوراء إلى الأمام أو إلى الجانب الأيسر والأيمن.
- أثناء التحويم تدير الطوافة دواستا التحكم أما إلى الشمال أو اليمين.
- ذراع السيطرة الجماعية على الترجح collective lever module يرفع أو يخفض من علو الطوافة.

## توليد الطاقة في المروحية
زدت أوائل الطوافات التي صنعت في الثلاثينات والأربعينات بمحركات شبيهة بمحركات السيارات التي تعمل على طاقة البنزين، قد حصل تطور في الخمسينات حيث تم تركيب عمود توربيني عليها وبهذه العملية أصبحت المحركات العاملة على الكيروسين تنتج قوة أكبر من نظيراتها العاملة على البنزين بأقل كلفة وإبطاء احتراق، في سنة 1955 كانت الطوافة الفرنسية ALOUETTE من أول الطوافات التي استعملت هذا النوع من المحركات ولا تزال كل طوافات العالم تستعمل هذا العمود التوربيني كمحرك أساسي لغاية اليوم وجميع الطوافات ما عدا الطوافات الصغيرة منها هي مزودين بمحركين تورببن عوض عن محرك واحد وهذا يعود لسببين هما:
- أولا: ينتج المحركان التوربينيان قوة دفع أكبر من المحرك الواحد.
- ثانيا: المحركان أكثر أماناً من محرك واحد بحالة حصول أي خلل فإذا تعطل محرك وفقد طاقته يبقى المحرك الثاني شاغلا كي يمكن الطيار من الهبوط مع السيطرة الكاملة على الطوافة.

يدخل الهواء في مقدم المحرك التوربيني عبر مروحة شافطة وهي عبارة عن فراش متعدد الأرياش يتابع الهواء سيره عبر مروحة ضاغطة تدفعه إلى حجرة الاحتراق، هنا يبخ الوقود في الهواء فيشتعل بفعل شرارة كهربائية فهذا المزيج من الوقود والهواء يحترق ويبدأ بالتمدد عبر المحرك وصولا حتى أنبوب العادم لكن في طريقه إليه يمر عبر التوربين ويجعله يدور أن هذه العملية تقدم الطاقة لبرم عمود المروحة.

## الإقلاع
عندما يدير الطيار المحرك تبدأ أرياش المرحة بالدوران البطيء حين يبلغ المحرك سرعة الطيران وتدور ارياش المروحة بسرعة كافية لرفع الطوافة يرفع الطيار ذراع السيطرة على الترجح جاعلا كل الارياش تتحرك بالتدريج دوريا وبالتساوي في هذه الاثناء تاخذ الأرياش الأربعة دور جناحي الطائرة العادية وتبدأ بالارتفاع، مع الوقت تزداد قوة دفع للارياش وتتغلب على وزن الطوافة الكبير فتمكنها من أن تصعد عموديا إلى الجو، تقلع الطوفات عادة باتجاه الريح لتحصل على ارتفاع اضافي لكن إذا كان تغيير اتجاهها عن مجرى الريح ضروريا يضغط الطيار على الدواستين لضبط معدل قوة الدفع الناشئ عن مروحة الذيل الصغير، لكن عن طريق تعديل قوة الدفع الأساسية أو تتعرض الطوافة حينها للدوران السريع والتمايل roll أما من جهة أو من جهة أخرى.

### طريقة عمل الارياش
تبدأ الارياش بالدوران بموازاة الأرض فتولد رفعا خفيفا لكن عندما يقوم الطيار بتشغيل جهاز الرفع يصعد الطرف الامامي لكل ريشة فينساب الهواء بسرعة فوق الريشة أكثر من انسيابه تحتها وعهذ يخفف من ضغط الهواء فوق الريشة، فيولد امتصاصا للهواء ويتسبب برفع الطوافة عن الرض وبتسريع الرياش أكثر فاكثر تتم عملية الرفع ثم الصعود إلى أعلى ولزيادة سرعة المحرك أيضا يستعمل الطيار مخنق ذراع التشغيل الجماعي throttle collective control كي يزيد من قوة الرفع العمودي للطوافة.

### دور القرص المتراوح في عمل المروحية
نقل القرص rotor axle المترواح حركات الضوابط إلى الارياش ويتكون هذا القرص من قسمين: القسم الأعلى يدور مع راس المروحة بينما القسم الأسفل يبقى متوقفا وبين هذين القسمين يوجد وسادة تنقل تعليمات الطيار من النصف الأسفل إلى النسف الأعلى فإذا ارتفع القرص باكمله عنئذ تدور كل الارياش بنفس المقدار ويزداد الرفع بالتساوي حول قرص المروحة لكن إذا انحرف القرص تعلوا الارياش عند مرورها فوق الجانب الفوقي من القرص ثم تهبط في الجانب المقابل ويحصل من جراء هذا رفع أضافي في جزء واحد من قرص المروحة.

## التحويم
تكمن إحدى الميزات الأساسية والرئيسية للطوافات المتفوقة على الطائرات ذات الأجنحة الثابتة في قدرتها على التوقف في الهواء وتسمى هذه العملية (التحويم) تولد اجنحة الطائرة رفعا كافيا لكي تعطي دعما ضروريا لوزن الطائرة اثناء طيرانها بسرعة فائقة وبالمقابل تنتج رياش المروحة على الطوافة قوة الرفع حتى ولو كانت متوقفة في الهواء ويعود هذا إلى الأرياش الدائرة بسرعات بالغة، إذا أراد الطيار أن يحوم يثبت عصا القيادة في موضع مركزي للحفاظ على مستوى قرص المروحة واذ حاولت الرياح المتعامدة أن تدفع بالطوافة إلى الانحراف عن خط سيرها أي الانعطاف جانبيا يصحح الطيار هذا الخلل بتمييل قرص المروحة إلى الجهة المعاكسة لتوليد قوة في الجهة المعاكسة وتثبيت المروحة، أن عملية التحويم لها منافع كثيرة خاصة في اداء مهمات ذات طابع مدني أو عسكري ففي الحالات المدنية يمكن للطوافة أن تحوم فوق سفينة معطلة وتنقذ ركابها من الغرق وفي الاستخدامات العسكرية يمكن للطوافة أن تتوقف وتحوم وسط غابة كثيفة من الأشجار للانقضاض على فريستها وتدميرها.

## الهبوط
مع أن الطوافات قادرة على التحويم والتسلق والانحدار في الهواء محافظة دوما على توازنها، انما من النادر أن تقوم بالهبوط عموديا فالطيار الذي يريد الهبوط عموديا لايملك مجال الرؤية المباشرة بما يحدث تحت الطوافة، الا إذا بقيت دائرة اثناء هبوطها وفي هذه الحالة لا يضمن الطيار حصول حادث ما للذيل بمجرد ارتطامه بجسم ما على الأرض فعند اقتراب الطوافة من الأرض تحدث التيارات الهوائية التي تولدها ارياش المروحة اضطرابا كبيرا مما يجعل الطوافة تهتز هزا عنيفا، وللخروج من هذا المازق تصمم الطوافات بطريقة تسمح لها بالهبوط ضمن زاوية تدعى <<هبوط انحداري>> لكن إذا اردت الهبوط في المطار فانها تستعمل نظام الحط باجهزة القياس ILS فترسل اشارات لا سلكية من الأرض إلى الطوافة وتستعمل لتحديد مقعها بالنسبة إلى الهبوط الانحداري المسجل على نظام الحط بأجهزة القياس الموجودة امام الطيار، وإذا اراد الطيار أن يخفف من العلو ينزل ذراع التحكم بالانحدار كي يخفض من زاوية ارياش المروحة.
إذا حاولت المروحية الهبوط عموديا فان تيارات الهواء الهابط تسبب باضطرابات في مجرى الهواء العابر تحتها وتجعلها تتأرجح، لكن لكي تتفادى الطوافة اثار هذه الاضطرابات تحط عادة ضمن زواية الهبوط التي تتناقص من الأعلى إلى الأسفل بزواية 40-60 درجة.

## التكنولوجيات
تشمل التكنولوجيات الرئيسية لمجموعة المساعدة الدفاعية (DAS) في طوافات ميدان المعركة في المستقبل تدابير مضادة موجهة بالاشعة تحت الحمراء أكثر تقدما (DIRCMs) ومؤشرات عن اتجاهات النيران المعادية (HFI). تتضمن مجموعة التدابير المضادة الموجهة بالأشعة تحت الحمراء (DIRCMs)، كما يوحي اسمها، قسما من الاشتباك النشط للدفاعات بالطوافات، التي تهدف إلى إبهار الصواريخ الموجهة بالاشعة تحت الحمراء وتضليلها. وعادة ما تتضمن اداة تكشف التهديد ومستشعرا ضمنيا للسيطرة على التهديد ومتابعته وجهازا ومصدّرا للتشويش. وكانت التدابير المضادة المعنية (DIRCMs) في الجيل الأول تتكون عادة من مصباح، الا انها انتقلت لاحقا إلى حلول ليزرية على صعيد عالمي تقريبا.
تمنح التدابير المضادة الموجهة بالاشعة تحت الحمراء (DIRCMs) عددا من الفوائد أكثر من الأهداف المخادعة القديمة المكونة من مواد المغنيزيوم ومواد (Teflon-viton) التي تشتعل تلقائيا في الهواء والمتحركة تشبه حركة المنصة والبالونات الحرارية المخادعة الموجهة بالاشعة تحت الحمراء بطيف مزدوج الذبذبة. وهي متاحة خلال المهمة وبأوقات رد سريع وبقدرة مجربة ضد التهديدات الصاروخية سطح - جو (SAM) المتعددة الموجهة بالاشعة تحت الحمراء.
يشكل نظام المساعدات الدفاعية (DAS) حالياً جزءاً أصيلاً من معدات طوافات ميدان المعركة. ويجري حالياً استبدال الجيل الأول والثاني من نظام المساعدات (DAS) بنظم فعالة متقدمة أكثر. وقد بات هذا التطور السريع في نظام المساعدات الدفاعية (DAS) ميزة دائمة من التكنولوجيا باعتبار أن التهديدات الجديدة في ميدان المعركة بحاجة للمواجهة. ويمكن توقع المزيد من التقدم السريع في المستقبل.

## المروحيات الهجومية والدور المرتقب
يتفق المحللون بصورة عامة على أن المروحيات الهجومية Attack helicopters (أي الفئة المتوسطة كثيفة التسليح ذات المقعدين، المتميزة بالسرعة والقدرة على المناورة) ذات فائدة كبير في الظروف القتالية الرجراجة متغيرة الأحداث، بينما تقل قيمتها القتالية بسرعة حين تستقر الجبهات، لأن معظم الطائرات المروحية والطائرات التقليدية ثابتة الجناح fixed-wing aircraft لا تستطيع العمل أو حتى البقاء في مناطق تكثر فيها الدفاعات الجوية air defenses جيدة التنظيم، والمقامة في مواقع إستراتيجية هامة. أما قيمة المروحيات الهجومية، من حيث المساعدة على تحقيق اختراقات break through عميقة في خطوط العدو الدفاعية، فمشكوك في أمرها، إذ أن الجزء الأكبر من القوات الدفاعية ومعداتها، تتستر عادة خلف تحصينات fortifications واستحكامات entrenchments قوية توفر لها الحماية، ولذلك تعتبر نيران المدفعية والصواريخ ومدافع الهاون، هي الأكثر ملائمة للتمهيد للهجوم.
أما الصواريخ المنطلقة من المروحيات فلن تساهم سوى بقدر ضئيل جداً في فعالية النيران التمهيدية للهجوم، إذ أن السلاح الرئيس للمروحية الهجومية (أي الصاروخ الموجه المضاد للدبابات) سوف يستهلك دون فائدة، نظراً إلى محدودية تأثيره من جهة، وصعوبة التحديد الدقيق لمكان الهدف المختفي وراء ساترة الدفاعي من جهة أخرى. هذا بالإضافة إلى أن قدرة المروحيات على البقاء في مثل هذه الظروف ستكون محدودة، إذ أن القطاع الذي سيشمله الهجوم، سيكون على الأرجح مغطى بشبكة دفاع جوي فعالة، يعدها المدافعون defender بعناية، وتبقى فعالية هذه الشبكة قائمه إلى أن يحقق الهجوم هدفه بالاختراق، وبتطوير الهجوم تنفصم عري شبكة الدفاع الجوي وتنكشف مراكز المدافعين، إما بعد تحديد أماكن إطلاق نيرانهم أو حين تبدأ قواتهم بالتحرك. وهنا يأتي دور المروحيات بعد تزويدها بالأسلحة المناسبة لقصف ومشاغلة المواقع الدفاعية المحددة بدقة، أو مهاجمة أهداف منفردة كمخازن الوقود والعتاد، ومركبات القتال المدرعة والدبابات بالأسلحة الموجهة. وفي هذه الحالة يقوم أفراد أطقم التوجيه الجوي المتقدم FAC ، الذي يواكبون قوات رأس الحربة المهاجمة، بمد المروحيات الهجومية بالمعلومات عن الأهداف التي ينبغي مهاجمتها، إلى جانب توجيه طائرات الدعم الأرض القريب CAS.
وتجدر الإشارة إلى أن المروحيات في هذه المرحلة من القتال، هي أفضل من الطائرات ثابتة الجناح fixed-wing aircraft للقيام بعمليات الاستكشاف وتعيين أماكن الأهداف لسلاح المدفعية، حيث تساهم المروحيات في تحديد مراكز المدافعين، كما يستخدم الطراز الهجومي منها لحماية القوات المحمولة جواً أثناء نقلها إلى مناطق خلف خطوط العدو. وباستطاعة المروحيات الهجومية تعزيز دور المقاتلات لجهة إحداث ثغرات في أحزمة الدفاعات الجوية المعادية التي تمر خلالها القوات المحمولة جواً airborne troops. إلا أن مثل هذا الهجوم لن يصبح ممكناً، إلا إذا افترضنا أن المدافعين سيركزون اهتمامهم بشكل رئيسي لمنع اختراق الجبهة، أو وقف زحف القوات المهاجمة.